# 大沼柚希
大沼 柚希（おおぬま ゆうき、2001年8月16日 - ）は、日本の子役である。本名同じ。
所属事務所はスマイルモンキー。姉はかつて同事務所に所属していた子役の大沼柚衣。特技はドラム。

## 出演

### テレビ番組
- できた できた できた（2010年、NHK教育）
- おはスタ行け！フラフープマン（2010年、テレビ東京）
- できた できた できた夏テレ（2011年、NHK）
- 時々迷々 キミは害鳥?（2011年、NHK教育） - 翼 役
- 天才！ところ塾（2011年、日本テレビ）
- できた できた できた 学校生活編（2012年、NHK教育テレビジョン|NHK教育）
- リンカーン芸人大運動会SP（2012年、TBS）
- 新春ワイド時代劇「白虎隊〜敗れざる者たち」（2012年、テレビ東京）伊澤茂太郎少年役

### CM
- ポケットモンスター（2006年）
- 日清紡 コットンフィール（2006年）
- バンダイ 侍戦隊シンケンジャー 変身パーカ（2009年）
- サントリーC.C.Lemon（2009年）
- エディオン 巨大ミッキー篇・唄う家電篇（2009年）
- ゼンショー すき家（2010年-）
- キヤノンピクサスポケモンプリントギャラリー（2010年）
- セキスイハイムおひさまハウス ひまわりの道篇（2011年）

## 作品

### DVD・ビデオ
- Every Little Thing『azure moon』（2004年）
- 中島みゆき『一期一会』（2007年）